# سونيا هاغت
سونيا هاغت (بالفرنسية: Sonia Huguet)‏ هي دراجة فرنسية، ولدت في 13 سبتمبر 1975 في تول في فرنسا.

## وصلات خارجية
- سونيا هاغت على موقع أرشيف الدراجات (الإنجليزية)
- سونيا هاغت على موقع إحصائيات الدراجات الإحترافية (الإنجليزية)
- سونيا هاغت على موقع نسبة الدراجات (الإنجليزية)
- سونيا هاغت على موقع CycleBase (الإنجليزية)
- سونيا هاغت على موقع أوليمبيديا (الإنجليزية)